# Andris Naudužs
Andris Naudužs (nascido em 9 de setembro de 1975) é um ex-ciclista letão. Representou a Letônia disputando as Olimpíadas de Sydney 2000 e Atenas 2004 na prova de estrada, no entanto, ele não terminou em ambas as corridas.